# Nevada (Schiff)
Die USS Nevada (BB-36) war ein Schlachtschiff der United States Navy und Typschiff der Nevada-Klasse. Sie war das dritte Schiff, das nach dem 36. Bundesstaat benannt wurde. Sie diente von 1916 bis 1946 in der US-Marine. Während des japanischen Angriffs auf Pearl Harbor 1941 wurde sie schwer beschädigt, nach Reparaturen nahm sie aber sowohl an der Landung in der Normandie als auch der Schlacht um Okinawa teil.

## Geschichte

### Bau und Indienststellung

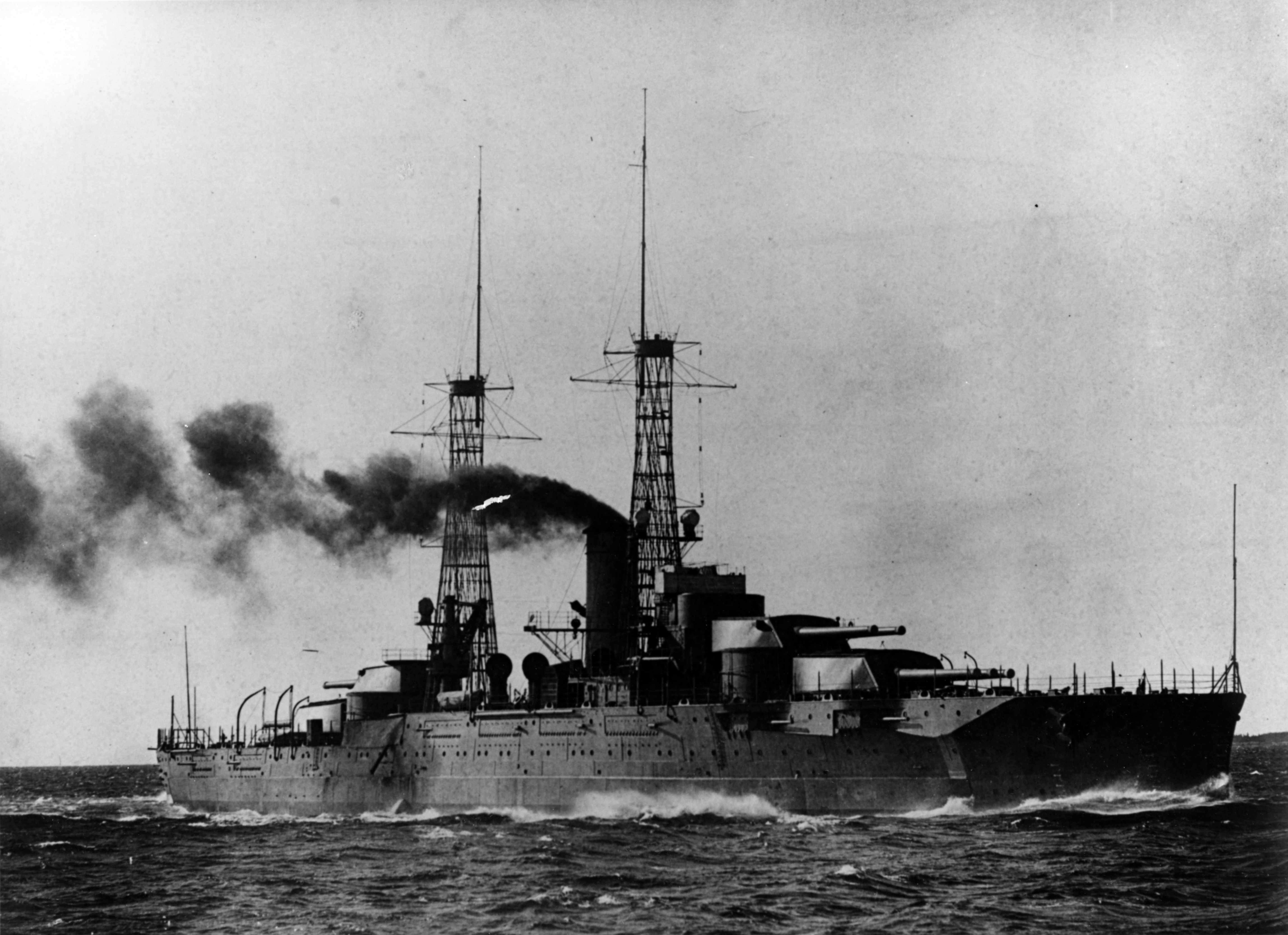
Die Nevada während einer Probefahrt, 1916

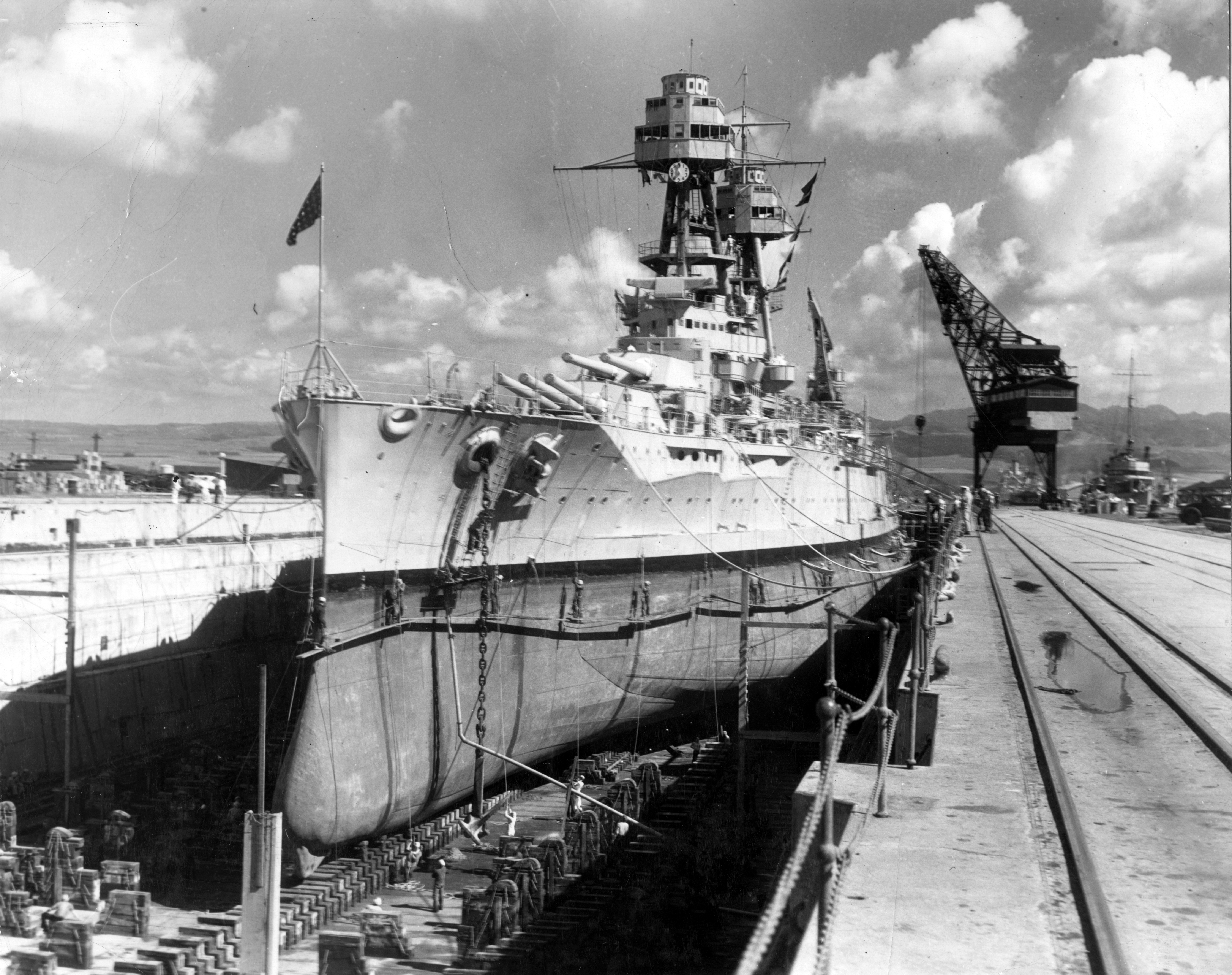
Die Nevada nach der Modernisierung (ca. 1935)

Der Kiel der Nevada wurde am 4. November 1912 durch die Fore River Shipbuilding Company in Quincy (Massachusetts) gelegt. Nach der Taufe am 11. Juli 1914 durch Miss Eleanor Anne Seibert, der Nichte des Gouverneurs von Nevada, Tasker Oddie, und Nachfahrin des United States Secretary of the Navy Benjamin Stoddert, erfolgte der Stapellauf. Am 11. März 1916 wurde die Nevada schließlich unter dem Kommando von Kapitän William S. Sims in Dienst gestellt.
Am 26. Mai 1916 trat die Nevada in Newport, Rhode Island, der Atlantic Fleet bei und operierte von da an bis zum Eintritt der USA in den Ersten Weltkrieg vor der Ostküste der USA und in der Karibik. Nach der Ausbildung einiger Schützen aus Norfolk (Virginia) wurde die Nevada der britischen Grand Fleet als Unterstützung zugewiesen. Am 13. August 1918 nahm sie Kurs auf Bantry Bay, Irland, wo sie am 23. August ankam. Nach einer kurzen Fahrt durch die Nordsee gab sie dem Transporter George Washington Geleitschutz, der mit US-Präsident Woodrow Wilson nach Brest, Frankreich unterwegs war. Am 14. Dezember ging die Nevada wieder auf Heimatkurs.
In der Zeit zwischen den Weltkriegen diente die Nevada sowohl in der Atlantic- als auch in der Pacific Fleet der United States Navy. Im September 1922 repräsentierte sie die Vereinigten Staaten anlässlich der Hundertjahrfeier der brasilianischen Unabhängigkeit in Rio de Janeiro. Von Juli bis September 1925 war sie nach Australien und Neuseeland unterwegs, um den Alliierten – und den Japanern – die Leistungsfähigkeit und Reichweite der US-amerikanischen Flotte zu demonstrieren. Im Norfolk Naval Shipyard von August 1927 bis Januar 1930 modernisiert, diente die Nevada für die nächsten zehn Jahre in der Pazifikflotte.

### Zweiter Weltkrieg

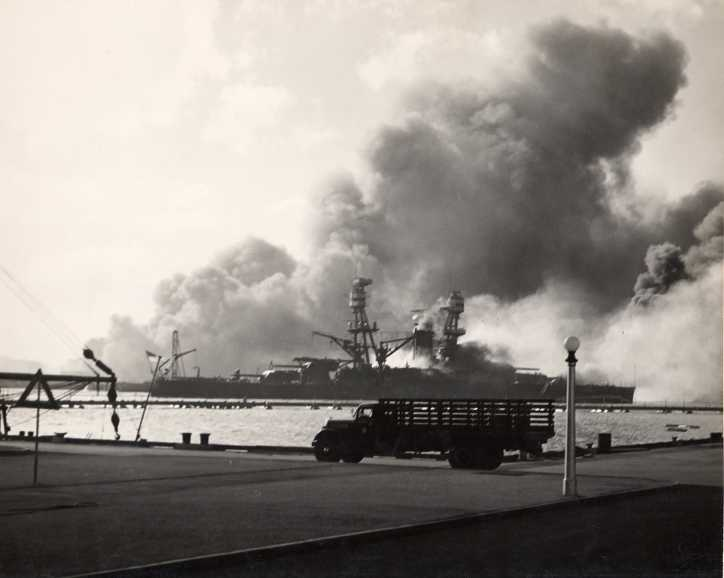
Die brennende Nevada versucht, Pearl Harbor zu verlassen

Am 7. Dezember 1941 lag die Nevada allein vor Ford Island in Pearl Harbor vor Anker. Daher hatte sie – im Gegensatz zu den anderen acht vor Anker liegenden Schlachtschiffen – die Möglichkeit, während des Angriffs auf Pearl Harbor relativ frei zu manövrieren. Als ihre Flugabwehrgeschütze das Feuer auf die anfliegenden Japaner eröffneten und es den Maschinisten gelang, die Maschinen unter Dampf zu setzen, schlug bereits der erste Torpedo ein. Zudem wurde das Schiff von zwei – möglicherweise drei – japanischen Bomben getroffen. Trotzdem gelang es der Nevada, Fahrt aufzunehmen. Während des Versuchs, den Hafen zu verlassen, wurde sie ein weiteres Mal getroffen. Da das Schiff schwer beschädigt war und möglicherweise hätte sinken können (damit wäre der Zugang zum Hafen blockiert worden), wurde entschieden, das Schiff am Hospital Point stranden zu lassen. Bei ausgebranntem Vorschiff waren 50 Tote und 109 Verwundete zu beklagen.

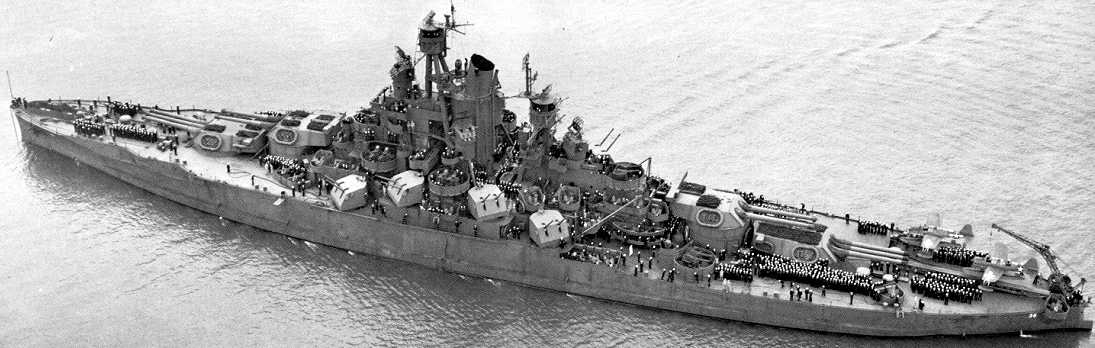
Die Nevada nach Reparatur und erneuter Modernisierung (1943)

Nachdem die Nevada am 12. Februar 1942 wieder schwimmfähig war, wurde sie in Pearl Harbor und dem Puget Sound Navy Yard repariert. Anfang 1943 nahm sie Kurs in Richtung Alaska, wo sie bei der Eroberung von Attu vom 11. bis 18. Mai unterstützendes Feuer lieferte. Ab Juni fand im Norfolk Navy Yard eine weitere Modernisierung des Schiffes statt. Nachdem die Umbaumaßnahmen abgeschlossen waren, wurde die Nevada in britische Gewässer verlegt, wo sie mit den Vorbereitungen für die Invasion in der Normandie begann. Die Kampfhandlungen dauerten vom 6. Juni bis 17. Juni 1944, und schließlich setzte das Schlachtschiff seine mächtigen Kanonen noch einmal ein: Nicht nur gegen die Küstenbatterien von Cherbourg, sondern auch gegen Ziele, die bis zu 17 Meilen landeinwärts lagen. Durch ihr Feuer zerschlug das Schiff deutsche Gegenangriffsversuche. Deutsche Küstengeschütze nahmen die Nevada 27 Mal unter Beschuss, konnten aber die Feuerkraft des Schiffes nicht beeinträchtigen.

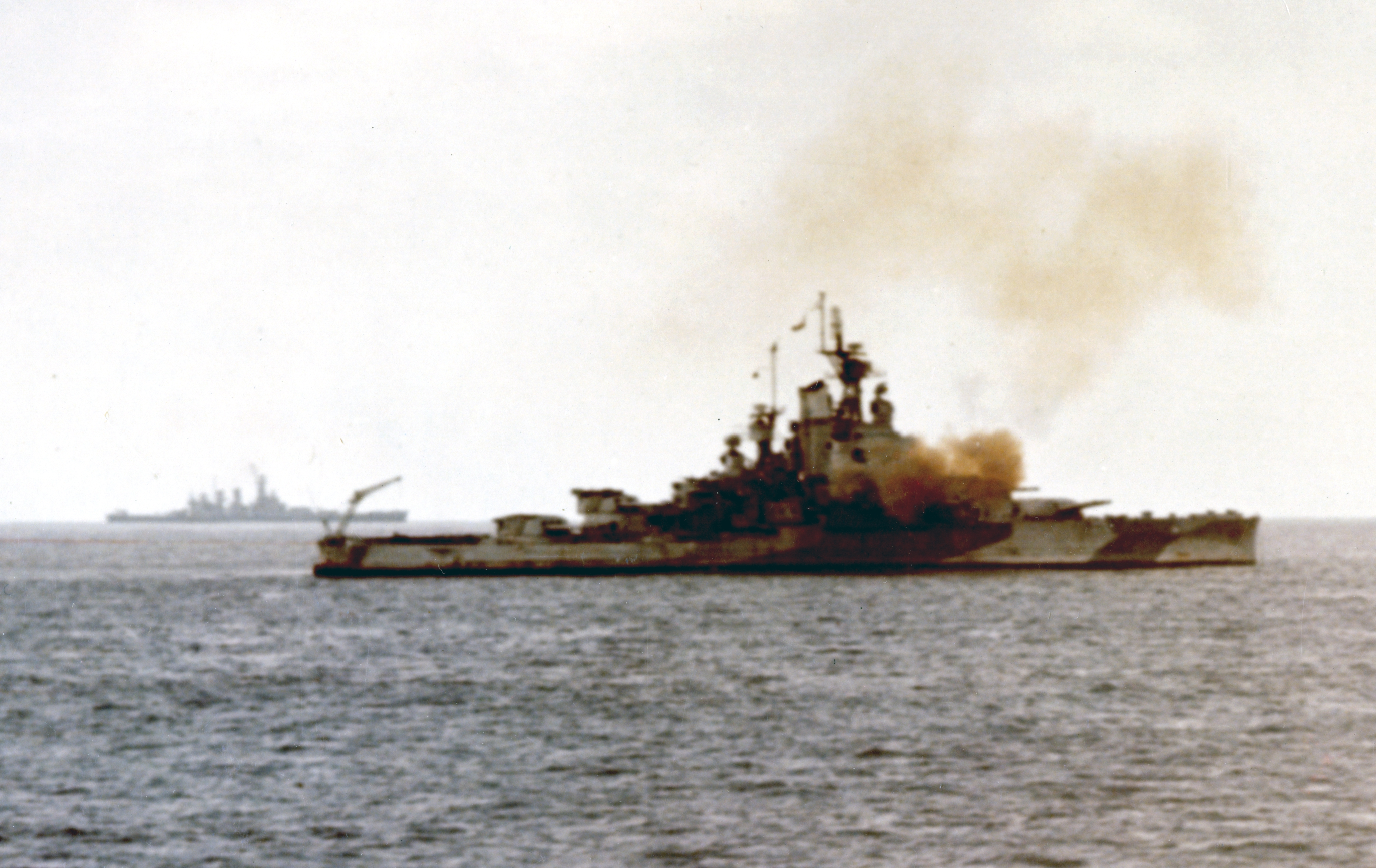
USS Nevada vor Iwo Jima

Vom 15. August bis 25. September feuerten die Geschütze der Nevada erneut: Diesmal als Unterstützung der Invasion in Südfrankreich. Bei Toulon lieferte sich das Schiff ein Duell mit 34-cm-Geschützen, die von französischen Schlachtschiffen erbeutet und fest an der Küste installiert worden waren. Zurück in New York wurden die Geschütze der Nevada mit neuen Seelenrohren versehen und danach das Schiff in den Pazifik verlegt. Vor Iwo Jima (16. Februar 1945) gab die Nevada erneut unterstützendes Feuer für die Invasion der Marines. Die Kämpfe und das Geschützfeuer des Schiffes dauerten bis zum 7. März.
Am 24. März kreuzte die Nevada vor Okinawa – zusammen mit einer der schlagkräftigsten Flotten, die jemals im Pazifik zusammengezogen worden war –, um mit dem die Invasion vorbereitenden Bombardement zu beginnen. Sie nahm japanische Flugplätze, Küstenverteidigungslinien, Versorgungslager und Truppen während der entscheidenden Operation im Pazifik unter Kanonenfeuer. Aber auch die Nevada hatte Verluste zu beklagen: Während eines Kamikaze-Angriffs am 27. März kamen elf Seeleute ums Leben. Weitere zwei Matrosen starben, als das Feuer einer Küstenbatterie das Schiff traf. Den Dienst vor Okinawa bis zum 30. Juni versehend, reihte sie sich in die 3rd Fleet ein, die nicht nur für die Bombardierung der japanischen Inseln aus der Luft sorgte, sondern in den letzten Tagen des Krieges so dicht vor Japan stand, dass auch hier die Kanonen der Nevada für unterstützendes Feuer sorgen konnten.
Für ihre Dienste im Zweiten Weltkrieg erhielt die Nevada sieben Battle Stars.

## Nachkriegszeit

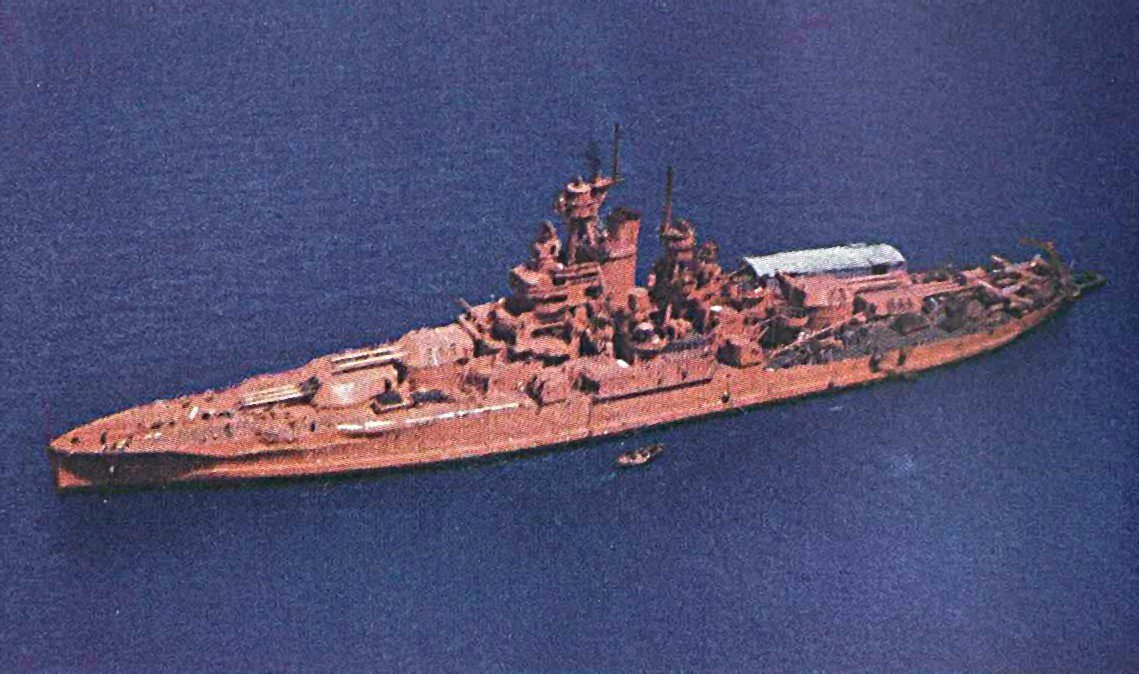
Die USS Nevada mit orangefarbenem Anstrich als Zielschiff für den Atombombentest Able bei der Operation Crossroads

Nach kurzer Besatzungszeit in der Bucht von Tokio wurde die Nevada als Zielschiff für die Atombombentests auf dem Bikini-Atoll (Operation Crossroads) ausgewählt.
Bei dem Test Able am 1. Juli 1946 sollte die Atombombe direkt über der Nevada detonieren. Dazu erhielt die Nevada einen orangefarbenen Anstrich, damit sie für den anfliegenden Bomber als das anzuvisierende Ziel erkennbar war. Die Bombe verfehlte ihr geplantes Ziel um 649 Meter, so dass die Nevada nur beschädigt, aber nicht versenkt wurde.
Dadurch stand die Nevada auch für den zweiten Atomtest Baker am 25. Juli 1946 zur Verfügung. Auch diese, unter Wasser gezündete, Explosion überstand sie mit schweren Schäden.
Nach den Tests kehrte die Nevada nach Pearl Harbor zurück, wo sie am 29. August außer Dienst gestellt wurde. Am 31. Juli 1948 wurde sie als Übungsziel durch Geschützfeuer und Lufttorpedos vor Hawaii versenkt.
Das Unternehmen Ocean Infinity fand im Mai 2020 die USS Nevada 65 Seemeilen südwestlich von Pearl Harbor in einer Wassertiefe von 15.000 Fuß (4572 Metern).